# Championnat du Brésil de football de deuxième division 1981
Navigation
Serie B 1980 Serie B 1982
La saison 1981 de Série B (nom officiel en portugais Taça de Prata 1981) est la quatrième édition du championnat du Brésil de football de deuxième division, qui constitue le deuxième échelon national du football brésilien. 

## Compétition
Lors de la première phase, 48 équipes sont divisées en 6 groupes de 8 équipes, les équipes se rencontrent une seule fois. Les deux premiers de chaque groupe sont qualifiés pour le tour suivant.
Les douze clubs restants sont divisés en 4 groupes de trois équipes, les équipes se rencontrent deux fois, les vainqueurs de chaque groupe se qualifient pour la deuxième phase de Série A 1981. Les deuxièmes sont qualifiés pour les demi-finales.
Les demi-finales se disputent en matchs aller-retour, les vainqueurs se qualifient pour la finale du championnat qui est jouée en matchs aller-retour.
Le vainqueur est proclamé Champion du Championnat Brésilien de Football Série B 1981, les deux finalistes sont promus en Serie A 1982

### Deuxième tour
Les vainqueurs des quatre groupes qualifiés pour la deuxième phase de Série A 1981 sont : Uberaba Sport Club, Palmeiras, Náutico Capibaribe et Esporte Clube Bahia.
Les deuxièmes de groupe disputent les demi-finales.

### Phase finale
|  | Demi-finales            | Demi-finales            | Demi-finales | Demi-finales |                       |                       | Finale | Finale | Finale | Finale |
|  |                         |                         |              |              |                       |                       |        |        |        |        |
|  |                         |                         |              |              |                       |                       |        |        |        |        |
|  | Esporte Clube Comercial | Esporte Clube Comercial | 1            | 0            |                       |                       |        |        |        |        |
|  | Esporte Clube Comercial | Esporte Clube Comercial | 1            | 0            |                       |                       |        |        |        |        |
|  | Guarani Futebol Clube   | Guarani Futebol Clube   | 2            | 3            |                       |                       |        |        |        |        |
|  | Guarani Futebol Clube   | Guarani Futebol Clube   | 2            | 3            | Guarani Futebol Clube | Guarani Futebol Clube | 1      | 4      |        |        |
|  |                         |                         |              |              | Guarani Futebol Clube | Guarani Futebol Clube | 1      | 4      |        |        |
|  |                         |                         | AA Anapolina | AA Anapolina | 1                     | 2                     |        |        |        |        |
|  | Clube do Remo           | Clube do Remo           | AA Anapolina | AA Anapolina | 1                     | 2                     | 2      | 3      |        |        |
|  | Clube do Remo           | Clube do Remo           |              |              |                       |                       |        | 3      |        |        |
|  | AA Anapolina            | AA Anapolina            | 3            | 4            |                       |                       |        |        |        |        |
|  | AA Anapolina            | AA Anapolina            | 3            | 4            |                       |                       |        |        |        |        |

Légende des couleurs
- Qualification pour la finale
- Champion de Serie B.

Guarani Futebol Clube remporte son premier titre de champion de deuxième division brésilienne, il est promu en première division en compagnie du finaliste, AA Anapolina.